# Pflastererhammer

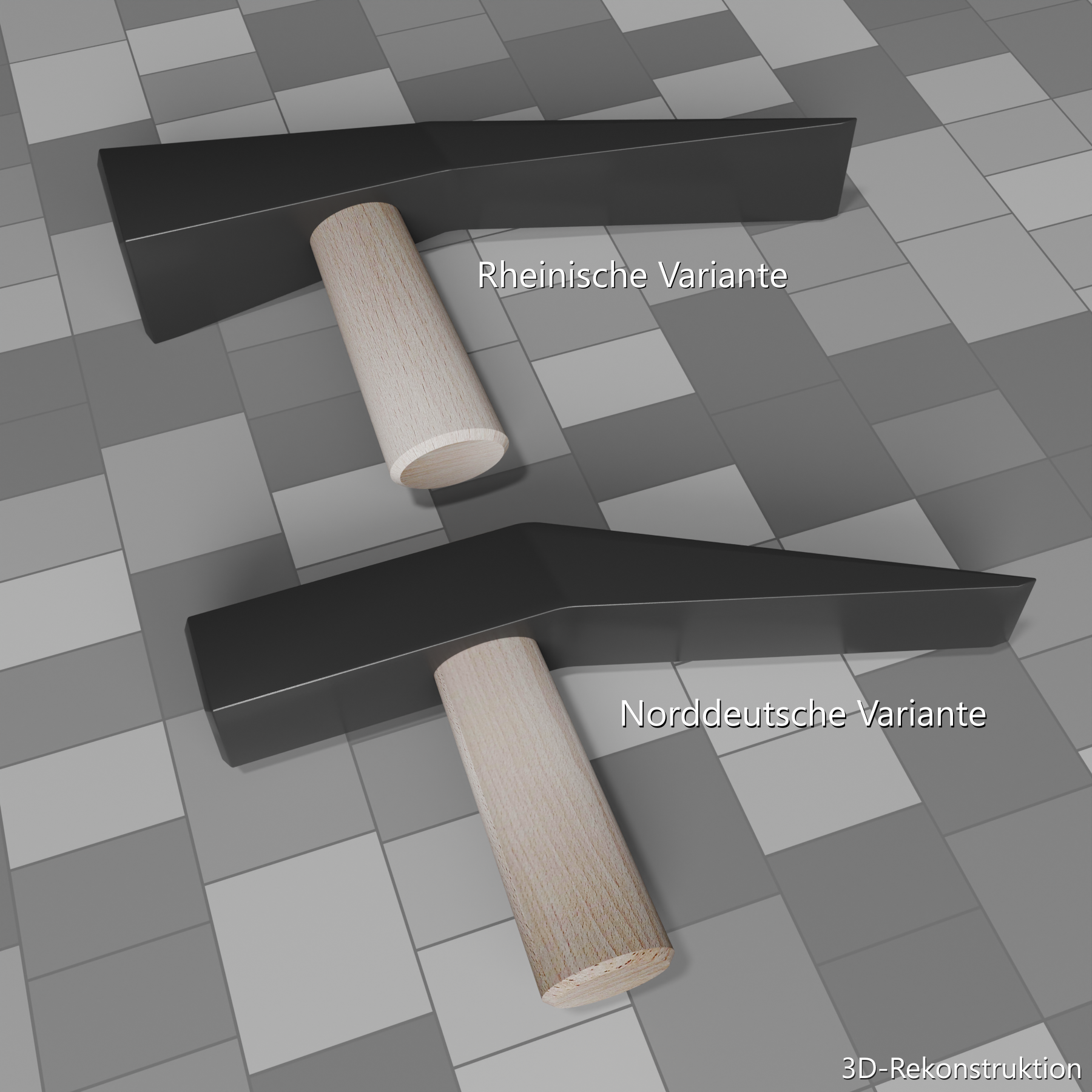
Pflastererhammer in den Varianten rheinisch & norddeutsch

Ein Pflasterhammer oder Pflastererhammer ist ein geschmiedetes Werkzeug mit einem Gewicht von 1–3 Kilogramm, mit welchem man handwerklich Natursteinpflaster verlegt.
Die Größe des Hammers richtet sich nach der Art der Natursteine (Mosaik- / Klein- oder Großpflaster). Mosaikpflaster wird gelegentlich auch mit Maurerhammern gesetzt.
Die Hämmer haben eine lange Finne (Schneide), um das Sand- /Splittbett für den einzelnen Stein vorzubereiten, und eine breite (rheinische) oder schmale (norddeutsche) Schlagfläche gegenüberliegend. Eine weitere Besonderheit ist der kurze Stiel von ungefähr 18 Zentimetern für ein besseres Handling beim Setzen der Steine.